# Historické války (časopis)
Historické války byl český populárně-naučný časopis, který se zabýval válkami, bitvami, vojenstvím, zbraněmi, vojenskými strategiemi a technikami, způsoby dobývání a výstrojí od starověku přes války křižácké, husitské, třicetiletou, napoleonské až do roku 1914. Vycházel od 21. února 2014 do 23. dubna 2020. Celkem vyšlo 38 čísel. Byl sesterským časopisem magazínů Válka Revue, I. světová, II. světová, Vojska, Bitvy nebo Zbraně. Šéfredaktorem byl Jindřich Kačer.

## Hlavní téma čísla

### Ročník 2014
- 1/2014: Husité pod vedením Jana Žižky
- 2/2014: Napoleon v Rusku
- 3/2014: Římané dobývají Galii
- 4/2014: Svatoplukova armáda
- 5/2014: Francouzští královští mušketýři
- 6/2014: Rytíř Jan Lucemburský

### Ročník 2015
- 1/2015: Sparta proti Peršanům (bitva u Thermopyl (480 př. n. l.)
- 2/2015: Pod vlajkou Konfederace
- 3/2015: Templáři
- 4/2015: Jak dobýt středověký hrad
- 5/2015: Polní obce Jana Žižky
- 6/2015: Žoldnéři v dějinách

### Ročník 2016
- 1/2016: Vikingové
- 2/2016: Alexandr Veliký
- 3/2016: Řád německých rytířů
- 4/2016: Pád Cařihradu (1453)
- 5/2016: Invaze do Británie (Triumf Viléma Dobyvatele v roce 1066)
- 6/2016: Zlatý věk rytířstva

### Ročník 2017
- 1/2017: Indiánské války
- 2/2017: Křížové výpravy
- 3/2017: Attila , Bič Boží
- 4/2017: Bitva na Bílé hoře
- 5/2017: Kozáci
- 6/2017: Obrana před Turky

### Ročník 2018
- 1/2018: Piráti v Karibiku
- 2/2018: Rytíř a dobyvatel Karel IV.
- 3/2018: Masakr v Teutoburském lese 9 n. l.
- 4/2018: Úsvit rytířstva
- 5/2018: Hannibal
- 6/2018: Války růží

### Ročník 2019
- 1/2019: Fridrich Veliký vs. Marie Terezie
- 2/2019: Rytíři sv. Jana
- 3/2019: Kníže Vlad Dracula
- 4/2019: Čingischánova říše
- 5/2019: Markomanské války
- 6/2019: Křížové výpravy proti husitům

### Ročník 2020
- 1/2020: Bitva u Hradce Králové
- 2/2020: Expanze Keltů